# دوبورهدی
دوبورهِدی (به مجاری:  Döbörhegy) یک شهرداری در مجارستان است که در واش واقع شده است. دوبورهدی ۱۱٫۷۵ کیلومتر مربع مساحت و ۲۰۲ نفر جمعیت دارد.